# Bodzęcin
Bodzęcin (deutsch Basenthin, früher Basentin) ist ein Dorf in der polnischen Woiwodschaft Westpommern. Es gehört zur Gmina Osina (Gemeinde Schönhagen) im Powiat Goleniowski (Gollnower Kreis).

## Geographische Lage
Das Kirchdorf liegt in Hinterpommern, am Gubenbach, etwa 38 Kilometer nordnordöstlich von Stettin, 44 Kilometer südsüdöstlich von Kamień Pomorski (Cammin i. Pom.), zwölf Kilometer nordwestlich der Stadt Goleniów  (Gollnow) und neun Kilometer südsüdöstlich des Dorfs Łoźnica (Kantreck).

## Geschichte

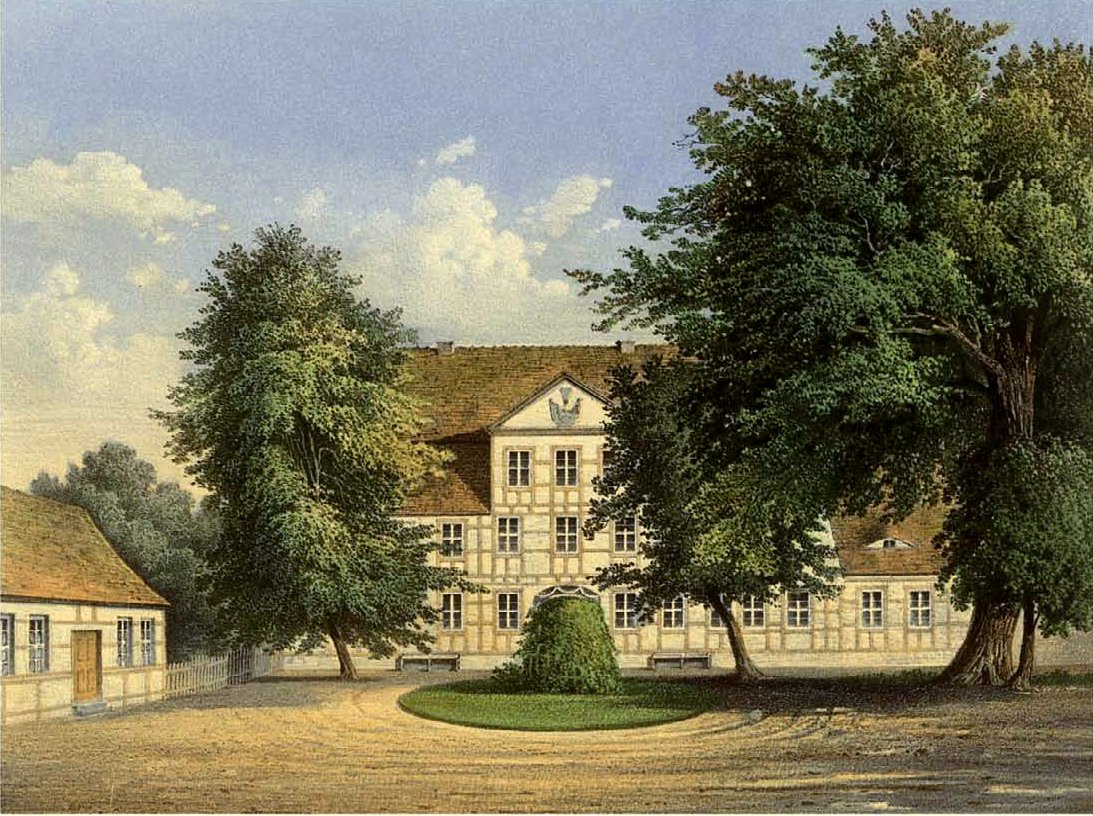
Rittergut Basenthin zwischen 1857 und 1883 (Sammlung Duncker)

Nach den Musterrollen und Vasallen-Tabellen des 14. und 15. Jahrhunderts waren die Güter Basenthin und Harmsdorf alte Flemmingsche Lehen. Im 18. Jahrhundert waren die Gutsbezirke Basenthin und Harmsdorf jeweils in zwei Anteile, A und B, unterteilt. Die Vasallen-Tabelle von 1756 weist den Generalmajor Reichsgraf Bogislaf von Flemming und den Kapitän Franz Friedrich von Flemming als Besitzer dieser Anteile aus. Im Jahr 1884 besaß Karl von Flemming das 1957 Hektar große Rittergut Basenthin und das 603 Hektar umfassende Forstgut Harmsdorf. Karl von Flemming besaß die Güter Basenthin und Harmsdorf auch noch 1896.
Am 1. April 1927 hatte das Gut Basenthin eine Flächengröße von 1617 Hektar, und am 16. Juni 1925 hatte der Gutsbezirk 247 Einwohner. Der Gutsbezirk Basenthin wurde vor 1932 in die Landgemeinde Basenthin eingegliedert.
Die Gemarkung der Landgemeinde Basenthin hatte um 1930 eine Fläche von 27,4 km². Im Gemeindegebiet standen insgesamt 74 bewohnte Wohnhäuser an drei verschiedenen Wohnstätten:
1. Basenthin
2. Bewerdick
3. Forsthaus Peuschenkaten

Basenthin hatte um 1935 unter anderem ein Gemischtwarengeschäft und zwei Mühlen, von denen eine der Gutsbesitzer Karl von Flemming besaß.
Im Jahr 1945 gehörte die Landgemeinde Basenthin zum Kreis Cammin i. Pom. im Regierungsbezirk Stettin der preußischen Provinz Pommern des Deutschen Reichs. Basenthin war Sitz des Amtsbezirks Basenthin.
Gegen Ende des Zweiten Weltkriegs wurde die Region Anfang März 1945 von der Roten Armee besetzt. Nach Beendigung der Kampfhandlungen wurde Basenthin zusammen mit ganz Hinterpommern seitens der sowjetischen Besatzungsmacht der Volksrepublik Polen zur Verwaltung überlassen. Danach begann die Zuwanderung polnischer Zivilisten. Die Landgemeinde Basenthin wurde unter der polonisierten Ortsbezeichnung ‚Bodzęcin‘ verwaltet. In der Folgezeit wurde die einheimische Bevölkerung von der polnischen Administration aus Basenthin und dem Kreisgebiet vertrieben.

### Demographie
| Jahr | Einwohner | Anmerkungen |
| ---- | --------- | --- |
| 1782 | –         | adlige Ortschaft mit zwei Ackerwerken, einer Hälfte der örtlichen Mahl- und Schneide-Wassermühle (die andere Hälfte ist Eigentum des Domänenamts Naugard), sieben Bauernstellen, zwei Kossäten, einer Schmiede, einem Krüger, zwei Holzwärtern, einem Prediger, einem Küster, einer Mutterkirche und 42 Feuerstellen (Haushaltungen) |
| 1818 | 286       | Dorf, Vorwerk und Wassermühle, mit Mutterkirche, adlige Besitzung |
| 1852 | 395       | Dorf |
| 1864 | 421       | am 3. Dezember, im Gutsbezirk und Gemeindebezirk zusammen |
| 1867 | 401       | am 3. Dezember, davon 197 im Gemeindebezirk und 204 im Gutsbezirk |
| 1871 | 393       | am 1. Dezember, davon 193 im Gemeindebezirk (sämtlich Evangelische) und 200 im Gutsbezirk (sämtlich Evangelische) |
| 1885 | 353       | am 1. Dezember, davon 156 in der Landgemeinde (sämtlich Evangelische) und 197 im Gutsbezirk (sämtlich Evangelische) |
| 1890 | 339       | am 1. Dezember, davon 142 im Gemeindebezirk und 197 im Gutsbezirk |
| 1910 | 309       | am 1. Dezember, davon 100 im Gemeindebezirk und 209 im Gutsbezirk |
| 1925 | 403       | darunter 402 Evangelische und ein Katholik |
| 1933 | 351       | [ 19 ] |
| 1939 | 361       | [ 19 ] |

## Kirche
Die bis 1945 anwesende Dorfbevölkerung war mit seltenen Ausnahmen evangelisch. Die Dorfkirche, eine Mutterkirche mit einer Filiale in Harmsdorf, stand unter dem Patronat des Gutsbesitzers von Basenthin und Harmsdorf. Das Kirchspiel gehörte zur Diözese Naugard; Pfarrer war seit 1885 Hermann Heinrich Raddatz (* 6. Dezember 1852), der gegen Ende des 19. Jahrhunderts insgesamt 550 Seelen zu betreuen hatte. Der Bestand an Kirchenbüchern reichte bis 1716/17 zurück; aus dem 17. Jahrhundert waren Restbestände aus den Zeiträumen 1666–1675 und 1689–1690 erhalten.
Das katholische Kirchspiel war in Cammin i. Pom.
Die nach Kriegsende zugewanderte polnische Bevölkerung ist größtenteils römisch-katholisch.

## Persönlichkeiten
- Carl Berend Sigismund von Flemming (1779–1835), Landrat des Flemmingschen Kreises und Provinziallandtagsabgeordneter in der preußischen Provinz Pommern, verstarb hier
- Karl von Flemming (1872–1938), Mitglied des Deutschen Reichstags, war Fideikommissherr auf Basenthin
- Die Familie Flemming verlor im Deutsch-Französischen Krieg Curd von Flemming (* 23. März 1847 in Stargard), Absolvent der Landesschule Pforta, cand. jur., der am 16. August 1870 bei Metz fiel.[23]